# Kingpin (personaggio)
Kingpin, il cui vero nome è Wilson Grant Fisk, è un personaggio dei fumetti statunitensi pubblicati da Marvel Comics. Creato da Stan Lee (testi) e John Romita Sr. (disegni), la sua prima apparizione avviene in Amazing Spider-Man (vol. 1) n. 50 (luglio 1967).
Tra i più temuti e influenti supercriminali dell'Universo Marvel, Kingpin è solitamente raffigurato come il più grande signore del crimine di New York City. Pubblicamente, è un imprenditore, un filantropo e un uomo d'affari apparentemente perbene, pur essendo a capo di una vasta organizzazione criminale. In tutte le versioni, Fisk è noto per la sua intelligenza strategica, la sua capacità di mantenere una facciata pubblica rispettabile e il suo aspetto straordinariamente corpulento. Contrariamente a quanto si crede, in realtà tutto il suo corpo è fatto di muscoli giganteschi, dimostrando di avere una forza colossale ed è un formidabile combattente corpo a corpo. È anche caratterizzato da una personalità quasi duplice che lo rende tanto spietato con gli avversari quanto incredibilmente affettuoso con i suoi cari, in particolare con la moglie Vanessa e il figlio Richard. Originariamente introdotto come nemico dell'Uomo Ragno, in seguito è divenuto l'acerrimo nemico di Daredevil, così come un nemico ricorrente del Punitore e della sua figlia adottiva Maya Lopez. L'imponente figura del personaggio è stata modellata sugli attori Sydney Greenstreet (in Il mistero del falco) e Robert Middleton.
Fisk è stato il primo individuo a fregiarsi del nome di "Kingpin" (in italiano: "perno"), in seguito divenuto un titolo assegnato a chiunque rivesta una posizione di dominio nel mondo della malavita, anche su scena internazionale, sebbene il riferimento sia particolarmente all'area metropolitana di New York.
Nella classifica stilata nel 2009 da IGN, si è posizionato al 10º posto dei più grandi cattivi nella storia dei fumetti statunitensi. Si è anche classificato il più grande nemico di Daredevil secondo ComicBook.com e Comics Animo.

## Biografia del personaggio

### Origini
Nato nel Lower East Side di New York, Wilson Fisk è cresciuto in condizioni di estrema povertà venendo costantemente preso di mira dai suoi coetanei in quanto obeso. Spinto dalla rabbia e dalla determinazione a essere il migliore in qualunque cosa faccia, Fisk inizia fin da bambino ad allenarsi ossessivamente nella lotta libera, nel sumo, nel bodybuilding e in varie altre forme di combattimento trasformando il suo grasso in muscoli, sebbene all'apparenza sembri comunque obeso. Divenuto una vera e propria macchina da combattimento capace di affrontare perfino individui dotati di superpoteri, Fisk obbliga i bulli che prima lo tormentavano a formare una gang sotto il suo comando con cui eseguire incarichi su commissione di piccoli boss locali; a dodici anni, nel corso di uno dei suddetti lavori, commette il suo primo omicidio dando fuoco a un edificio mentre un uomo è ancora al suo interno. Contemporaneamente inizia la sua educazione da autodidatta rubando testi da varie librerie e concentrandosi in particolare sulle scienze politiche, che a suo parere sono il modo migliore di dominare la malavita.
Da adulto, Fisk inizia la sua carriera di brutale picchiatore agli ordini del re del crimine dell'epoca, Don Dante Rigoletto, che in seguito uccide impossessandosi del suo impero criminale e allargandolo a macchia d'olio fino a controllare le attività criminali dell'intera Costa Orientale divenendo noto come "Kingpin".
Grazie alla sua astuzia, alla corruzione e alle sue immense risorse, nel corso degli anni il re del crimine diviene praticamente intoccabile e ogni qualvolta qualcuno tenti di incriminarlo le accuse vengono puntualmente fatte cadere per assenza di prove. Dopo circa dieci anni dalla sua ascesa a re del crimine, alcuni trafficanti di esseri umani tentano di vendergli una senzatetto quindicenne svizzera di nome Vanessa, che lo colpisce tanto profondamente per la grazia e il coraggio dimostrato nonostante la situazione, da far sì che incarni in lei l'oggetto di "ogni suo sogno solitario" e, pertanto, le concede la libertà. Circa tre anni dopo i due si sposano e hanno un figlio: Richard.

### Kingpin
Vent'anni dopo, saputo del ritiro dell'Uomo Ragno, Kingpin tenta di formare una coalizione criminale tanto ampia da superare l'unica organizzazione sufficientemente potente da fargli da rivale: il Maggia; tuttavia il suo piano viene sventato dall'Uomo Ragno, tornato in attività. Successivamente Kingpin tenta, senza successo, di fare il lavaggio del cervello al capitano George Stacy e si trova coinvolto in una guerra con la banda del misterioso boss rivale noto solo come Schemer, che si rivela essere suo figlio Richard (ufficialmente morto in Europa pochi anni prima) intenzionato a distruggere l'impero paterno dopo aver scoperto le sue reali attività. Tale rivelazione precipita Kingpin in uno stato catatonico, motivo per cui Vanessa convince il figlio, pentitosi, ad aiutarlo sfruttando i suoi contatti con l'Hydra e la loro tecnologia. Una volta ripresosi, Kingpin tenta di assumere il controllo dell'organizzazione terrorista dando luogo a uno scontro con Teschio Rosso nel corso del quale Richard viene ferito quasi mortalmente, sebbene poi lui e Vanessa riescano a salvarlo assorbendo un po' di energia vitale dall'Uomo Ragno.
Dopo tali esperienze, Kingpin riceve da Vanessa un ultimatum: se in 24 ore egli non avesse abbandonato il crimine lei sarebbe uscita per sempre dalla sua vita. Nel tentativo disperato di chiudere ogni suo conto in sospeso, Kingpin sconfigge l'Uomo Ragno ma, poco prima che possa ucciderlo, scocca la mezzanotte ed egli lo risparmia tornando dalla moglie per partire con lei verso il Giappone.
Anni dopo, convinto il marito a consegnare alla giustizia americana i documenti necessari per incriminare tutti i suoi ex-sottotenenti, Vanessa si reca a New York per affidare allo studio Nelson & Murdock la delicata trattativa venendo tuttavia rapita e apparentemente uccisa da un'ex-affiliato di Fisk. Furioso, Kingpin si vendica dei responsabili e, in seguito, riassume rapidamente il controllo del suo impero del crimine iniziando una storica faida con Devil, costante ostacolo alle sue attività, che tenta di far assassinare mandandogli contro la Mano e Elektra. Contemporaneamente appoggia la campagna come sindaco di New York del corrotto consigliere Randolph Cherryh finché Devil ritrova Vanessa e lo ricatta offrendogli di riconsegnargliela solo a patto che rimuova il suo gregario dalla corsa alle elezioni, Kingpin accetta ma, riavuta la moglie, ordina a Elektra di assassinare Foggy Nelson, ma, quando egli la riconosce come l'ex-fidanzata di Matt, lei non trova più la forza di compiere il suo dovere e lo lascia andare, cosa che la porta a venire uccisa da Bullseye.
Contemporaneamente anche Punisher inizia a intromettersi sempre più di frequente nelle sue attività, mentre al Daily Bugle Ben Urich apre un'inchiesta per smascherarlo, cosa che lo porta a divenire il bersaglio di varie ritorsioni da parte del boss criminale. Successivamente si offre di fornire alla Gatta Nera superpoteri tramite i suoi scienziati conferendole la capacità di provocare sfortuna ai suoi nemici (in realtà a chiunque si trovi in sua prossimità), cosa che porta alla fine della relazione tra lei e l'Uomo Ragno, sebbene il re del crimine avesse in realtà sperato di riuscire in tal modo a ucciderlo indirettamente; incarico per cui crea poi supercriminali quali Answer e la Macchia arrivando infine ad affrontarlo direttamente, sempre senza successo.

### Devil: Rinascita
Scoperta l'identità segreta di Devil dopo che Karen Page, ex-ragazza dell'eroe divenuta pornostar eroinomane, la rivela a uno spacciatore in cambio di una dose, Kingpin decide di spezzare l'odiato nemico colpendo direttamente Matt Murdock bloccandogli il conto in banca, facendolo radiare dall'albo degli avvocati, dando fuoco al suo appartamento, ordinando di uccidere chiunque lo conoscesse e riducendolo a vivere come un senzatetto per le fredde strade di Hell's Kitchen. Sul punto d'impazzire, grazie alla ritrovata madre Maggie (fattasi suora) e al rinnovato amore per la pentita Karen, Murdock riesce a reagire e a risollevarsi. Da allora Fisk inizia una sorta di duello psicologico con Devil prendendo la decisione di spezzarne lo spirito prima di ucciderlo definitivamente.
La guerra aperta tra Devil e Kingpin porta quest'ultimo a mandargli contro vari sicari, tra cui Typhoid Mary, che però fallisce a causa delle sue psicosi. Dopo aver vinto la faida con Teschio Rosso e Crossbones, Kingpin viene preso di mira dall'Hydra che riesce a infiltrarsi nella sua organizzazione sottraendogli progressivamente territori e risorse ragion per cui Devil, avvertito da Nick Fury, approfitta dell'occasione e porta il nemico a perdere il controllo sia del suo impero che delle sue azioni facendolo infine arrestare dall'FBI. Riuscito a evadere, Fisk entra in latitanza e si rifugia in Giappone, dove entra alle dipendenze del colosso Stark-Fujikawa riuscendo in breve a risalire la scala gerarchica recuperando il suo potere cementificandolo quanto basta da far ritorno a New York e iniziare a ricostituire il suo regno.

### The Murdock Paper
Poco dopo aver fatto ritorno negli Stati Uniti, Kingpin convince Maya Lopez, ragazza non udente dotata di un'incredibile memoria eidetica e mimica, che Devil abbia ucciso suo padre Willie "Cavallo Pazzo" Lincoln, sebbene in realtà sia stato lui ad assassinarlo e, in seguito, abbia cresciuto la ragazza solo per rispetto verso le ultime volontà della sua vittima. Nel momento in cui essa scopre la verità, tuttavia, raggiunge Kingpin in casa sua e gli spara in faccia accecandolo, motivo per il quale i suoi rivali, guidati da suo figlio Richard e dal suo ex-scagnozzo Sammy Silke, gli si rivoltano contro massacrandolo e costringendolo a lasciare nuovamente il paese. Per vendicarlo sua moglie Vanessa torna a New York dopo anni di permanenza in Europa per motivi di salute e, nel giro di una notte, fa assassinare tutti i responsabili del complotto, incluso Richard, per poi distribuire il controllo delle attività criminali del marito ai suoi vari luogotenenti e lasciare nuovamente la città mentre Kingpin, all'estero, riceve un trapianto di cornea e recupera la vista.
Desideroso di vendetta, Kingpin fa ritorno e tenta di riassumere il controllo del crimine di New York ma viene sconfitto da Devil che, per tenere la criminalità sotto controllo, decide di prendere il posto di Fisk proclamandosi nuovo "Kingpin". Poco dopo il suo arresto, ad ogni modo, Fisk, tramite ingegnosi raggiri, costringe Ben Urich a consegnare all'FBI importanti documenti che testimonino la doppia identità di Devil, pena l'arresto per occultamento di prove e favoreggiamento. Così facendo il criminale si vendica sia di Devil, conseguentemente arrestato e imprigionato dai federali, che di Urich, reso suo involontario complice tuttavia, nonostante l'accordo prevedesse la sua scarcerazione in cambio di tali informazioni, il governo non mantiene la parola data lasciandolo rinchiuso assieme a Murdock a Riker's Island.
Durante una rivolta carceraria, Fisk e Murdock sono costretti a collaborare per respingere l'assalto di alcuni prigionieri determinati a ucciderli entrambi ma, dopo che Kingpin libera Bullseye in un tentativo di evasione, Matt li ostacola fuggendo al posto loro.

### Civil War
Durante la guerra civile dei superumani Fisk, dando disposizioni dal carcere in cui è detenuto, aiuta indirettamente la fazione di Capitan America: Stark gli offre una riduzione di pena in cambio di informazioni riguardo all'ubicazione della base segreta degli oppositori alla registrazione e Fisk finge di accettare indirizzandolo invece al rifugio del boss rivale Testa di Martello, che approfittando dell'assenza di Kingpin sta tentando di impossessarsi dei suoi territori.
Terminato il conflitto Kingpin, venuto a conoscenza della vera identità dell'Uomo Ragno, rivelata in mondovisione, assolda un killer per uccidere Peter Parker ma questi, per errore colpisce invece zia May. In preda all'ira, Peter torna a vestire il costume nero e indaga sull'identità del mandante del sicario fino a risalire a Kingpin, affrontandolo in prigione massacrandolo e umiliandolo di fronte a tutti gli altri detenuti per poi informarlo che, qualora sua zia morisse, tornerà per ucciderlo, lasciandolo con la consapevolezza che potrebbe farlo in qualunque momento. Dopo che Mefisto riscrive la storia cancellando il matrimonio di Peter e Mary Jane e ripristinando la salute di Zia May, Kingpin, come chiunque altro, perde ogni ricordo inerente alla vera identità dell'Uomo Ragno.
Nel frattempo Matt ritorna in patria e, con l'aiuto di Vanessa, malata terminale di cancro, riesce a riabilitare il suo nome, depistare i media e risolvere tutti i suoi problemi legali in cambio della promessa di fare da avvocato a suo marito e scarcerarlo. Murdock tiene fede alla sua promessa facendo rilasciare Fisk che, dopo aver aiutato i Runaways in segno di rispetto verso i loro genitori e aver fatto visita alla tomba della defunta moglie, lascia gli Stati Uniti rifugiandosi in Europa in totale solitudine.

### Il Ritorno del Re
Wilson Fisk passa successivamente un anno sulle spiagge di un piccolo villaggio di pescatori in Spagna assieme alla sua nuova compagna Marta, madre single di due figli, vivendo un'esistenza semplice e felice finché la setta ninja della Mano, guidata da Lady Bullseye, uccide la donna e i bambini, per spingerlo nuovamente a combattere Devil. Per tutta risposta Fisk fa invece ritorno a New York complottando con l'ex-nemico giurato per sgominare la Mano, quando però Devil assume la leadership della setta anziché scioglierla, desideroso di vendetta Kingpin si allea con Lady Bullseye, Typhoid Mary, Montana e Hobgoblin per tornare a tormentare Murdock e tutte le persone a lui care, facendo radiare Foggy dall'albo degli avvocati e togliendo la licenza da investigatrice privata a Dakota North, nonché convincendo Luke Cage, Pugno d'Acciaio e Ghost Rider ad attaccarlo riuscendo infine a usurparne il ruolo di capo della setta ninja e recuperando appieno il titolo di re del crimine di New York.
Tornato a scontrarsi regolarmente con l'Uomo Ragno e la Gatta Nera, dopo che il tessiragnatele (nel cui corpo si cela in realtà la mente del Dottor Octopus) si proclama "Superior Spider-Man" iniziando a sfoggiare metodi crudeli e brutali nella lotta al crimine, Kingpin si rende conto che c'è qualcosa di strano nell'arrampicamuri e, quando questi prende d'assalto la sua fortezza, Shadowland, simula la propria morte fuggendo con un piccolo sottomarino e lasciando tra le macerie il corpo di un suo clone.

## Personalità
Nel corso della sua tumultuosa carriera, Wilson Fisk ha commesso una miriade di atti deplorevoli che lasciano un segno indelebile nel mondo criminale di New York. Non solo ha ricattato i suoi rivali con spietata efficienza, ma ha anche tolto vite e fatto ricorso a omicidi. Nessuno, nemmeno il suo avversario giurato, Daredevil, è mai stato in grado di ostacolare la sua incessante ricerca del potere. Fisk è tipicamente calmo e metodico nel suo approccio, elabora meticolosamente i suoi piani ed è disposto a investire tutto il suo tempo e i sacrifici necessari per raggiungere i suoi ambiziosi obiettivi. Eppure, sotto questa patina di freddo calcolo si nasconde un atteggiamento sorprendentemente affabile ed educato, spesso distribuendo denaro per beneficenza. Indipendentemente dalle minacce che incombono sulla sua città, che provengano da altre dimensioni o dallo spazio, Fisk rimane risoluto e ha dei principi chiari, rifiutandosi di allearsi con coloro che considera abominevoli, come i nazisti, e ha apertamente preso le distanze da personaggi come Teschio Rosso.
Fisk è un personaggio complesso: astuto e spietato come figura centrale nella miriade di malefatte che affliggono New York City, si è trovato in conflitto con eroi, antieroi e criminali, facendo di tutto per mantenere la sua presa ferrea sul mondo criminale della città. È interessante notare che Fisk raramente si dedica al traffico di droga, né incoraggia i suoi soci a farlo, preferendo mantenere un certo livello di integrità nelle sue operazioni. È un uomo di parola che onora i suoi impegni. La sua devozione verso la famiglia è forte e incrollabile, in particolare nei confronti della moglie Vanessa.
Pur essendo innegabilmente un premuroso padre di famiglia, la natura spietata del Kingpin come boss del crimine non può essere ignorata. È pronto a eliminare i subordinati traditori a mani nude, e il suo temperamento può infiammarsi pericolosamente, soprattutto quando si trova di fronte a dei supereroi. Per il grande pubblico, è semplicemente un criminale comune, indegno di rispetto o ammirazione. Tuttavia, coloro che comprendono veramente la profondità del suo potere e della sua influenza lo riconoscono come il Kingpin, il signore supremo che orchestra ogni attività criminale a New York. Nonostante l'egoismo intrinseco necessario per dominare un'intera città, Kingpin si ritrova a prendersi sinceramente cura di qualcuno diverso da sé stesso quando si innamora di Vanessa, una donna affetta da amnesia portatagli dai suoi dipendenti. La loro relazione sboccia e Vanessa ricambia i suoi sentimenti, portando al loro matrimonio e alla nascita del loro figlio, Richard. Tuttavia, il percorso di Richard diverge da quello del padre; alla fine diventa un avversario di medio livello di Wilson Fisk, adottando l'identità segreta della Rosa e sfidando l'impero che suo padre ha costruito.

## Poteri e abilità
Sebbene non abbia veri poteri sovrumani, Kingpin è significativamente forte e incredibilmente resistente, dimostrando capacità apparentemente impossibili per un normale essere umano, come schiacciare ossa e teschi con la sola forza delle sue mani, scagliare grandi uomini attraverso una stanza, usare un bilanciere come arma, e lasciare impronte su muri di cemento massiccio dopo averli presi a pugni. Il suo allenamento quotidiano consiste tipicamente nel superare simultaneamente cinque o più artisti marziali addestrati a mani nude, e conserva i suoi oggetti di valore in una cassaforte costruita su misura che non ha serratura, solo una porta che è così pesante che solo lo stesso Kingpin è abbastanza forte da aprirla. Tuttavia non sembra poter rivaleggiare in termini di forza fisica con l'Uomo Ragno adulto e potenziato, dal quale durante l'arco narrativo Back in Black ha ricevuto un violento pestaggio.
Contrariamente a quanto si pensa, Kingpin non soffre di obesità. La maggior parte della sua massa corporea è in realtà una muscolatura anormalmente gigantesca, praticamente rara o impossibile per un comune essere umano, che gli conferisce un aspetto da lottatore di sumo. Sfidando la sua stazza, Fisk è un maestro in molte forme di combattimento armato e disarmato, in particolare jiu-jitsu, sumo, hapkido, scherma e persino wrestling. La sua tecnica marziale più conosciuta è l'abbraccio dell'orso. La sua abilità è tale che una volta ha sconfitto un giovane Uomo Ragno e affrontato alla pari Capitan America in uno scontro corpo a corpo.
In termini di intelletto e saggezza, Kingpin è perspicace e geniale. Estremamente abile e ben informato, apprezza la cultura classica ed è padrone delle articolazioni politiche e sociali, avendo un'esperienza accademica in scienze politiche. Controlla e gestisce affari di vario genere, sia legali che sporchi, permettendogli di superare in astuzia e sopravvivere ai suoi nemici più e più volte. Essendo anche un grande pianificatore, tattico e stratega sociale e perfino psicologico, riesce a manipolare le persone per sconfiggere altri criminali che rappresentano una minaccia per il suo impero. Inoltre, ha un esercito di avvocati e una strategia finanziaria e criminale senza pari. Grazie al suo status di uomo d'affari e fondatore di successo di diverse aziende sotto il suo nome, Fisk è inguaribilmente ricco, dona somme di denaro a campagne di beneficenza e sceglie di essere il più equilibrato possibile per costruirsi una reputazione incontaminata, che rende per molte persone difficile credere che lui sia il re del crimine. È stato anche dirigente di una parte dell'Hydra con sede a Las Vegas. Egli impiega numerosi scagnozzi, scienziati e persino superumani, quasi tutti fortemente leali con lui per dedizione, avidità, paura o entrambe le cose. La sua intelligenza gli ha inoltre consentito di ricostruire più volte il suo impero ripartendo da zero. La forza di volontà del Kingpin è così grande che ha resistito anche al controllo mentale dell'Uomo Porpora.
Sebbene le autorità statali e federali siano a conoscenza del Kingpin, non sono mai state in grado di provare il suo coinvolgimento in molti crimini, e mentre Fisk è stato occasionalmente incarcerato o messo sotto inchiesta, le sue formidabili risorse legali e la conoscenza della legge lo hanno sempre protetto da eventuali gravi conseguenze. I membri del governo hanno lavorato con lui quando necessario (anche descrivendolo come "il diavolo"), come quando avevano bisogno del suo aiuto per smaltire un edificio di Manhattan che l'Arcano aveva trasformato in oro.

## Armi e oggetti
In questioni difensive, Kingpin indossa un enorme giubbotto antiproiettile di kevlar sotto i suoi caratteristici completi bianchi come protezione fisica. Il suo bastone da passeggio nasconde un'arma a laser che può vaporizzare una pistola o la testa di una persona a distanza ravvicinata. Di solito indossa una spilla da cravatta ornamentale di diamante che nasconde una carica concentrata di gas soporifero per neutralizzare le vittime vicine. Forte della sua ricchezza, del suo acume intellettuale e del suo status sociale, Kingpin potrebbe ricorrere a strumenti scientifici e tecnologici molto più avanzati, scegliendo di usarli solo come ultima risorsa. Poiché Fisk è diventato meno nemico di Spider-Man e più di Daredevil, è stato ritratto più come un mafioso naturalista che come un capo criminale dei fumetti, e dipendeva meno da armi scientificamente avanzate.

## Altre versioni

### 1602
In 1602, Wilson Fisk è un capitano pirata soprannominato "King's Pin" che a bordo della sua nave, la HMS Vanessa, assale il vascello dove viaggiano Peter Parquarh e Sir. Norman Osborne.

### Crossover Marvel/DC Comics
Kingpin compare in numerosi crossover tra Marvel e DC Comics:
- In Batman & Spider-Man, Ra's al Ghul infetta Vanessa con un cancro per obbligare Kingpin a collaborare con lui[101]. Il re del crimine si allea tuttavia con Batman e l'Uomo Ragno sconfiggendo l'ecoterrorista, mentre Vanessa viene curata da Talia al Ghul, identificatasi in lei poiché entrambe innamorate di un uomo che la società considererebbe un "mostro"[101].
- In Batman/Daredevil – Il re di New York Kingpin si trova a contendere il proprio impero criminale con Spaventapasseri, che in realtà sfrutta il re del crimine al solo scopo di creare una distrazione per Devil e Batman mentre lui tenta di diffondere su tutta New York la sua "tossina della paura". Nel corso della storia, Kingpin si rivela in grado di tenere testa perfino al Cavaliere Oscuro[102].
- In Marvel vs. DC Fisk tenta di acquistare il Daily Planet licenziando Perry White e minacciando di cacciare Lois Lane nel momento in cui questa tenta di esporre le sue attività criminali. I suoi piani vengono però sventati dall'Uomo Ragno e da Superboy.
- Nell'universo Amalgam, Kingpin viene fuso con l'Enigmista dando vita a Enigma Fisk (Big Question).

### Era di Apocalisse
Nella realtà alternativa de L'era di Apocalisse, Wilson Fisk (Dirigibile), così come il Gufo, Red e Arcade, fa parte del gruppo di traditori della razza umana noto come Marauders. Viene ucciso da Gwen Stacy.

### Marvel Zombi
Nella serie Marvel Zombi, Kingpin è a capo di un'orda di zombie con cui intende dominare il mondo e, sebbene infetto, riesce perfettamente a controllare il desiderio di nutrirsi di sua moglie Vanessa, rimasta al suo fianco pur non essendo stata infettata dal morbo zombie. Tale situazione tuttavia non perdura e, dopo aver perduto la riserva di cloni usati per cibarsi, Kingpin sbrana la moglie e, in seguito, viene divorato dalla versione zombie dell'Uomo Ragno.

### MAX
Wilson Fisk è stato trasposto da Jason Aaron nella serie Marvel MAX PunisherMAX. In tale versione il personaggio ha discendenze irlandesi, si è reso responsabile dell'omicidio del padre violento facendolo sbranare da un branco di ratti e ha guadagnato la sua reputazione nel mondo del crimine per aver fatto stuprare e successivamente assassinato la moglie di un boss che aveva ordinato ai suoi uomini di picchiarlo e violentarlo; in seguito ha torturato il boss in questione per un'intera notte prima di ucciderlo. Il matrimonio tra lui e Vanessa collassa nel momento in cui il figlio di otto anni Richard muore a causa di uno scontro a fuoco con una gang rivale. Divenuto il bersaglio di Punisher, Kingpin assolda prima Bullseye e poi Elektra per ucciderlo, decidendo infine di affrontarlo personalmente e morendo per un colpo di pistola alla nuca. In seguito alla sua morte Vanessa lo fa cremare e getta le sue ceneri nel water.

### MC2
Nel futuro alternativo di MC2, Kingpin è riuscito a uccidere Devil (sebbene questi si sia poi reincarnato in Darkdevil) ma è stato in seguito arrestato e, per tanto, ha gestito per anni il suo impero criminale dalla prigione, ottenuta l'appello grazie al suo avvocato, Foggy Nelson, Fisk è prossimo alla scarcerazione ma Kaine rivela a Nelson che il suo cliente ha assassinato Murdock, facendo sì che il legale lasci le sue dipendenze condannandolo a rimanere in carcere dove trova la morte nel corso di una rivolta carceraria.

### Ultimate
Nell'universo Ultimate, Kingpin è fondamentalmente inalterato; potente signore del crimine di New York a capo di numerosi supercriminali, la sola persona che abbia mai veramente amato, sua moglie Vanessa, è in coma da diverso tempo e, nonostante le sue immense risorse e i vari tentativi (anche antietici) di curarla, le sue condizioni non sembrano migliorare. Dopo essere riuscito a smascherare Spider-Man scoprendo che è solo un ragazzino adolescente, Kingpin lo tortura costantemente tramite tale conoscenza, arrivando ad acquistare la GG Enterprises, compagnia che sta producendo un film sul supereroe, di modo da possedere i "diritti su Spider-Man"; inoltre inizia una faida anche con Devil distruggendo il suo studio legale ma, in seguito, Moon Knight lo fa arrestare costringendolo ad abbandonare il paese e, dopo gli eventi di Ultimatum, privandolo del suoi impero criminale. In seguito a uno scontro con Mysterio, Kingpin viene scaraventato da una finestra e ucciso.

## Altri media

### Cinema
- Wilson Fisk, alias Kingpin, interpretato da Michael Clarke Duncan,[120] è l'antagonista principale del film Daredevil (2003). In tale versione, contrariamente alla controparte cartacea, il personaggio è nero, fatto in merito del quale l'interprete si è espresso dicendo che: «[i fan] guardano i film per dire, 'Hey, non è come il fumetto'. Ma vorrei che ci passassero sopra e vedessero il film per quello che è e me per quello che sono [un attore]»[121]. Per prepararsi al ruolo Duncan ha svolto allenamenti intensivi di sollevamento pesi e powerlifting, aumentando di 40 lb (18 Kg) e arrivando a pesarne 330 (150 kg).
- Wilson Fisk, alias Kingpin, è l'antagonista principale del film d'animazione Spider-Man - Un nuovo universo (2018), dove crea un acceleratore di particelle trans-dimensionale per salvare la sua famiglia (morta in un incidente stradale); è aiutato da Doc Ock, Prowler, Tombstone, Scorpion e Ultimate Green Goblin. A inizio film uccide Peter Parker / Spider-Man, davanti al terrorizzato Miles Morales/Ultimate Spider-Man II (che, nel frattempo, possiede il codice per spegnere la macchina, affidatogli da Spidey) e, senza volere, richiama da altre quattro dimensioni diverse nuovi Spider-Man (Peter B. Parker / Spider-Man, Gwen Stacy / Spider Woman, Peter Parker / Spider-Man Noir, Peni Parker / SP//dr e Peter Porker / Spider-Ham). Altro personaggio chiave di Miles che uccide è Prowler (che si rivela essere lo zio del ragazzo, pentitosi dopo la scoperta del segreto del nipote). Alla fine ovviamente il suo piano fallisce e viene catturato e sconfitto da Miles, che ora inizia ad accettarsi come nuovo Spider-Man. Ha la voce originale di Liev Schreiber.

### Televisione
- Kingpin, doppiato in originale da Tom Harvey, compare in due episodi della serie animata dell'Uomo Ragno del 1967.
- Il personaggio è l'antagonista di un episodio della serie d'animazione Spider-Woman.
- Kingpin, doppiato in originale da Stan Jones, è un avversario ricorrente della serie animata dell'Uomo Ragno del 1981.
- Nella serie del 1981 L'Uomo Ragno e i suoi fantastici amici Kingpin, doppiato in originale da Walker Edmiston, è l'antagonista di un episodio.
- Un'evidente parodia del personaggio compare nella serie animata Scuola di polizia in veste di principale antagonista che, oltre a condividere con Kingpin l'aspetto, l'astuzia, l'ingegno criminale e l'eleganza nel vestire, nella versione originale ha perfino lo stesso nome d'arte, cambiato in "Lo Sciccoso" nel doppiaggio in italiano.
- Wilson Fisk, interpretato da John Rhys-Davies, è l'antagonista del film TV Processo all'incredibile Hulk (1989). In tale versione il personaggio, oltre ad avere barba e capelli, non viene mai chiamato "Kingpin" ma solamente col suo vero nome.
- Kingpin, doppiato in originale da Roscoe Lee Browne, è l'antagonista principale della serie animata Spider-Man - L'Uomo Ragno. In questa versione appare in molte puntate e nelle poche scene che viene visto combattere è in grado di stritolare tra le sue braccia avversari come l'Uomo Ragno e lo Scorpione, e affrontare a mani nude i robot giganti di Teschio Rosso.
- In Spider-Man: The New Animated Series, presenta collegamenti con il film di Daredevil, essendo presente il Kingpin di colore apparso come antagonista del suddetto film (e doppiato da Michael Clarke Duncan, che lo interpretò nel film).

### Marvel Cinematic Universe
Wilson Fisk, alias Kingpin, appare all'interno del Marvel Cinematic Universe (MCU), interpretato da Vincent D'Onofrio e doppiato da Luca Ward.
- Kingpin è il principale antagonista nella prima e terza stagione della serie televisiva su Netflix Daredevil. In tale versione, concepita dall'interprete nella speranza di dare la "versione definitiva" del personaggio,[123] Fisk viene rappresentato contemporaneamente come «un bambino e un mostro» le cui azioni sono tutte derivanti da un profondo, seppur contorto, senso della morale.[124] Mosso dalla volontà di rendere la sua città un posto migliore, Wilson Fisk è un uomo d'affari che si poggia sulla malavita per raggiungere i suoi scopi. A seguito di abusi subiti da parte del padre, in uno scatto d'ira rivolto verso sua madre, Wilson uccide Bill Fisk e insieme alla madre si sbarazza del corpo. Diventato adulto, tenendo un basso profilo, insieme a trafficanti russi, il contabile Leland Owlsley, la Madame Gao e Nobu si occupa di loschi progetti ad Hell's Kitchen conquistando l'affetto di Vanessa Marianna, ma l'intromissione di Matt Murdock fa saltare tutti i suoi propositi, il che conduce ad uno scontro inevitabile. Catturato dal diavolo di Hell’s Kitchen, Fisk trascorre alcuni anni a Rykers. Nella seconda stagione, quando Frank Castle viene rinchiuso nella prigione si ritrova faccia a faccia con Fisk, che gli fornisce appoggio per uccidere Dutton, capo della prigione nonché uno degli organizzatori dell'attentato alla famiglia di Frank. Dopo l'omicidio però Fisk, divenuto nuovo leader dei prigionieri, prova a far uccidere Castle da alcuni detenuti, ma stupito dalla forza bruta e dalla determinazione del vigilante decide di farlo evadere, con la speranza che massacri quanti più concorrenti possibili nell'attesa del suo ritorno. Successivamente ha un duro colloquio con Matt Murdock, e decide di far investigare sul suo conto. Nella terza stagione, Wilson Fisk stipula un accordo con l'FBI al fine di ricevere protezione per il rimpatrio negli Stati Uniti del suo amore Vanessa Marianna; in cambio Fisk fornisce ai federali i nomi di numerosi criminali, facenti parte del clan degli albanesi, per farli arrestare. Nel frattempo gli viene concessa dai federali la detenzione domiciliare in un lussuoso albergo, che si scoprirà essere di sua proprietà. Durante il trasporto dalla prigione, il convoglio viene assediato dagli albanesi, numerosi agenti dell'FBI vengono uccisi e Fisk si salverà solo grazie al tempestivo intervento di un ulteriore agente, "Dex" Poindexter, con abilità di tiro incredibilmente accurate. Affascinato dalle abilità di Pointdexter, Fisk, approfittando del suo allontanamento dall'FBI e della sua già labile stabilità mentale, lo ingaggia facendogli vestire i panni di Daredevil e commissionandogli diversi crimini, tra cui l'attentato al Bullettin con uccisione di un testimone chiave per incriminare Wilson Fisk stesso. Il nuovo Daredevil diventa il nuovo nemico della città e bersaglio dei giornali, così Fisk spostando l'attenzione mediatica su un nuovo nemico, può redimersi agli occhi della città per acquisire nuovo potere. Al termine della stagione il vero Daredevil riuscirà a sconfiggere Fisk in seguito ad un sanguinoso e violento scontro che vede coinvolto anche Pointdexter (Bullseye), il quale ne uscirà con la colonna vertebrale spezzata dopo un duro colpo del Kingpin; Daredevil, invece, inizialmente intenzionato ad uccidere Fisk, sceglie di risparmiargli la vita e di stipulare un accordo con lui. Fisk accetta di tornare in prigione e lasciare Karen e Foggy in pace se Matt non rivelerà il coinvolgimento di Vanessa nei suoi affari criminali.
- Nel 2021 lo stesso attore statunitense Vincent D'Onofrio torna ad interpretare il personaggio facendo il suo ingresso come antagonista principale nella miniserie televisiva su Disney+ Hawkeye. In questa miniserie si vede Eleanor Bishop, la madre di Kate (la futura e nuova Occhio di Falco), che ha lavorato per lui, dopo la morte di suo marito (poiché aveva lasciato la famiglia piena di debiti). Arrivata al suo intento, Eleanor decide di smettere di lavorare per Fisk. Nello scontro finale, dopo essere stato sconfitto da Kate, viene raggiunto da Maya Lopez, alias Echo  (sua nipote adottiva), e successivamente si sentono degli spari.
- Kingpin riappare nuovamente come antagonista principale nella serie televisiva Disney+ Daredevil - Rinascita (2025).

### Videogiochi
- Kingpin è il boss finale della versione NES di The Punisher.
- In Spider-Man: The Video Game, Kingpin è il boss finale del terzo stage.
- Il personaggio è l'avversario principale di The Amazing Spider-Man vs. The Kingpin.
- Kingpin è il boss finale del videogioco The Punisher, del 1993.
- Nel videogioco Daredevil, tratto dall'omonimo film, Kingpin è il boss finale.
- Kingpin è un boss intermedio di Spider-Man: Battle for New York.
- Il personaggio compare nel videogioco del 2005 The Punisher con un ruolo marginale.
- Kingpin compare in Spider-Man 3 come avversario di una missione secondaria.
- In Spider-Man: Il regno delle ombre, Kingpin è il proprietario delle Wilson Fisk Industries che, a causa dell'invasione dei simbionti, si barrica nel suo ufficio blindato venendo in seguito convinto da Spider-Man a collaborare per scongiurare il pericolo.
- Nei videogiochi Marvel vs. Capcom 3: Fate of Two Worlds e Ultimate Marvel vs. Capcom 3, Kingpin fa un breve cameo nella scena finale di Chun-Li (un'eroina e protagonista femminile della serie di videogiochi picchiaduro Street Fighter), dove il potente signore del crimine di New York City viene proprio arrestato dalla giovane e affascinante agente combattente dell'Interpol.
- Il personaggio compare nel MMORPG Marvel Heroes.
- In LEGO Marvel Super Heroes e in LEGO Marvel Super Heroes 2 il personaggio è presente.
- Kingpin compare in Marvel: Avengers Alliance.
- In The Amazing Spider-Man 2, Kingpin è il nemico principale, pur rimanendo dietro le quinte per tutto il gioco.
- Kingpin appare come personaggio giocabile nel videogioco per smartphone Marvel: Sfida dei campioni.
- Kingpin è un personaggio giocabile Marvel Future Fight.
- In Spider-Man (2018), Kingpin è uno dei nemici principali presentandosi come primo boss del gioco.
- Kingpin compare anche in Marvel: La Grande Alleanza 3 - L'Ordine Nero.

### Musica
- La band britannica degli Wilson Fisk si chiama così in omaggio al vero nome di Kingpin[125].

## Accoglienza
Nel 2014, WhatCulture ha classificato Kingpin al primo posto nella lista dei "7 cattivi inutilizzati di Spider-Man che sarebbero fantastici nel Marvel Cinematic Universe".
Nel 2022, Screen Rant ha incluso Kingpin nella lista dei "10 migliori personaggi Marvel che hanno fatto il loro debutto nei fumetti di Spider-Man".
Nel 2022, CBR.com ha classificato Kingpin all'ottavo posto nella lista dei "10 cattivi più violenti di Spider-Man".
Nel 2022, Screen Rant ha classificato Kingpin al 4º posto nella lista dei "10 cattivi di seta più potenti nei fumetti Marvel".